# Herrenhaus Stolzenburg

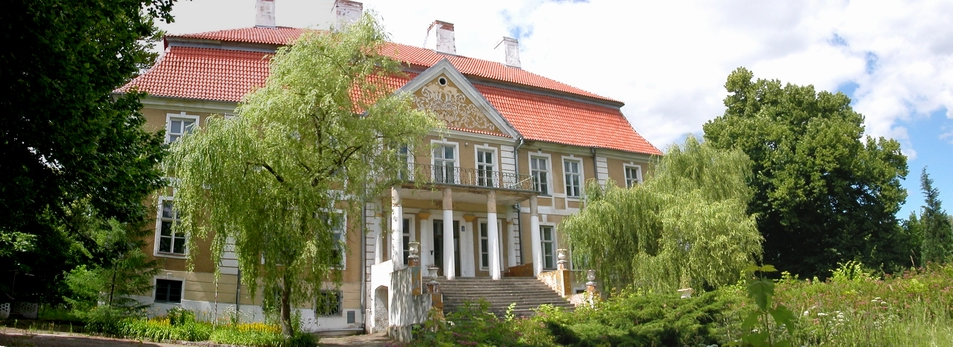
Herrenhaus Stolzenburg

Das Herrenhaus Stolzenburg (polnisch Palac Stolec) befindet sich im hinterpommerschen Stolec in der heutigen Woiwodschaft Westpommern in Polen. Der Ort gehörte vormals zum Kreis Randow und liegt heute direkt am Stettiner Zipfel.

## Geschichte
Bis 1544 waren die Blanckenburg Lehensnehmer. Ende des 16. Jahrhunderts wurde das Gut für 8000 Gulden an die Ramin verkaufte. Die Ramin teilten den Besitz auf Familienzweige auf, was zu Streit führte. Im Jahr 1635 wurde ein Teil des Gutes an die von Schack verkauft. Später übernahmen die Ramin den Schackschen Teil wieder. Ab 1872 war die Aktiengesellschaft zur Verwertung der Herrschaft Stolzenburg der Eigentümer. Ab 1905 war der sogenannte Kleinbahnkönig Hans Lenz Besitzer, später noch die Familie Stock.
Nach erfüllte das Herrenhaus die Funktion einer Grenzwacht für die neue deutsch-polnische Grenze. Die meisten Elemente der Innenausstattung wurden dafür entfernt. Derzeit ist das Herrenhaus im Besitz der Kreisverwaltung und wird nicht genutzt.

## Bauwerk
Das Herrenhaus stammt aus dem 18. Jahrhundert. Der zweigeschossige elfachsige Bau trägt ein Mansarddach. Der mit einem Dreiecksgiebel bekrönte Mittelbau weist einen viersäuligen Portikus auf.